# 글루온

파인만 도형

글루온(영어: gluon), 접착자(接着子), 또는 붙임알은 강한 상호작용을 매개하는 기본입자다. 쿼크 상호작용의 기본적인 표현이며 원자핵에서 양성자와 중성자를 묶는데 간접적으로 관여한다.
어원은 풀을 뜻하는 영어 "glue"(글루)인데, 마치 하드론 내의 쿼크를 마치 풀칠하여 묶는 역할을 한다는 뜻이다.
총 8가지의 색이 있다. 글루온의 반입자는 또 다른 글루온이다. 질량 0, 전하 0, 스핀은 1이다. 기호는 "g"이다.
보다 전문적인 용어로, 글루온은 양자색역학에서 쿼크 사이의 강한 색전하 상호작용을 매개하는 벡터 게이지 보손이다. 양자전기역학에서는 그 게이지 보손인 광자가 전하를 띠지 않지만, 색역학에서는 글루온 자신도 색을 띤다. 즉 글루온은 다른 글루온과 상호작용을 한다. 이는 전기역학보다 색역학이 더 복잡한 주된 이유다.

## 글루온의 특성
글루온은 하드론을 이루는 쿼크 사이의 색력을 매개한다. 강력을 매개하는 만큼 필수적으로 색전하를 가지며, 색전하를 가진 입자(쿼크/반쿼크/다른 글루온)와 상호작용을 해서 강력을 만들어 낸다.
강력은 가장 강한 힘을 발휘하며, 모든 쿼크·반쿼크·글루온은 강입자 내부에 갇혀 버리는 것으로 알려져 있어 쿼크와 같이 실제로 관측된 적은 없다. 그러나 입자 충돌 등의 실험을 통해서 이론적 성질은 쿼크처럼 간접적으로 확인될 수 있다.
공간 반전에 대해서 음의 반전성을 지닌다(P=-P').

## 글루온의 종류
기본적으로 글루온은 세 개의 색과 세 개의 반색을 가지며, 색전하로 표시된다. 아래처럼 아홉 가지라고 생각하기 쉽다.
|    | r                           | g                           | b                           |
| -- | --------------------------- | --------------------------- | --------------------------- |
| -r | {\displaystyle r{\bar {r}}} | {\displaystyle g{\bar {r}}} | {\displaystyle b{\bar {r}}} |
| -g | {\displaystyle r{\bar {g}}} | {\displaystyle g{\bar {g}}} | {\displaystyle b{\bar {g}}} |
| -b | {\displaystyle r{\bar {b}}} | {\displaystyle g{\bar {b}}} | {\displaystyle b{\bar {b}}} |

하지만 실제로 글루온은 여덟 가지이다. 양자색역학적으로 어떤 두 입자 사이에서 r과 g 색이 교환되었을 경우 이를 매개한 글루온이 {\displaystyle r{\bar {g}}}이거나 {\displaystyle g{\bar {r}}}일 확률은 1/2로 같다. 어느 글루온이 어느 쪽으로 이동했는지의 문제이다. 이것을 {\displaystyle (r{\bar {g}}+g{\bar {r}})/{\sqrt {2}}}로 표시한다. 또한 색과 반색이 같은 '무색'의 세 가지 글루온이 결합하는 방법은 두 가지가 있으며 세 글루온이 위치를 바꾸어도 똑같은 것으로 간주된다. 결국 글루온의 목록은 대개 아래와 비슷한 모습으로 귀결된다.
| {\displaystyle (r{\bar {b}}+b{\bar {r}})/{\sqrt {2}}}   |  | {\displaystyle (r{\bar {g}}+g{\bar {r}})/{\sqrt {2}}}              |  | {\displaystyle (b{\bar {g}}+g{\bar {b}})/{\sqrt {2}}}   |
| {\displaystyle -i(r{\bar {b}}-b{\bar {r}})/{\sqrt {2}}} |  | {\displaystyle -i(r{\bar {g}}-g{\bar {r}})/{\sqrt {2}}}            |  | {\displaystyle -i(b{\bar {g}}-g{\bar {b}})/{\sqrt {2}}} |
| {\displaystyle (r{\bar {r}}-b{\bar {b}})/{\sqrt {2}}}   |  | {\displaystyle (r{\bar {r}}+b{\bar {b}}-2g{\bar {g}})/{\sqrt {6}}} |  |                                                         |

이들은 8종의 겔만 행렬에 대응한다.

### 무색
무색의 글루온이란 실제로는 색이 숨겨진 것(색이 상쇄된 상태)으로 취급할 수 있다. 강한 상호작용을 하는 안정된 입자(양성자, 중성자 등 중입자)가 무색의 입자로 일컬어지며, 이런 상태의 입자들은 색이 상쇄된 다른 입자끼리만 상호작용을 한다. (실제로 무색의 글루온은 존재할 수 없다는 사실과 같다.) 상쇄된 색의 글루온은 {\displaystyle (r{\bar {r}}+g{\bar {g}}+b{\bar {b}})/{\sqrt {3}}}로 나타낼 수 있다.

## 같이 보기
- 보손